# Lotononis ornata
Lotononis ornata är en ärtväxtart som beskrevs av Dummer. Lotononis ornata ingår i släktet Lotononis och familjen ärtväxter. Inga underarter finns listade i Catalogue of Life.